# 草間リチャード敬太
草間 リチャード 敬太（くさま リチャード けいた、1996年1月11日 -）は、日本のアイドル、タレント、俳優。男性アイドルグループ・Aぇ! groupのメンバー。愛称は、リチャ、チャド、サマ、リッさん。
京都府出身。STARTO ENTERTAINMENT所属。

## 来歴
1996年1月11日、京都府に生まれる。幼少のころより目立つことに対する憧れがあり、地元のテレビ局が制作するローカル番組への出演をきっかけに「大勢の人に注目されたい」という思いを抱くようになると、テレビCMへの出演を志す。同時期に放送されていたドラマ『ごくせん』『野ブタ。をプロデュース』を見て芸能界に対する憧れを強くし、ジャニーズ事務所に自ら履歴書を送付する。
約1か月後、履歴書を目にした当時の事務所社長であるジャニー喜多川が「明日Mステなんだけど来る？」と家に直接電話をかけてきたことが入所のきっかけ。KAT-TUNのバックダンサーとしてMステに出演した2009年2月13日が入所日となっている。
関西ジャニーズJr.内のユニットGang Starに所属していた。また2015年、中山優馬のツアー『中山優馬 Chapter1 歌おうぜ！踊ろうぜ！YOLOぜ！TOUR』のバックダンサーを決めるオーディションに合格し、ともに合格した末澤誠也らとともに活動するようになる。
2019年2月18日に結成が発表された関西ジャニーズJr.内ユニット・Aぇ! groupのメンバーに選ばれる。
2024年5月15日、Aぇ! groupとしてCDデビュー。

## 人物
家族・家庭環境
- アメリカ人の父と日本人の母を持ち、2歳上の姉がいる。英語は一切話せない。アフリカ系アメリカ人のルーツを持つことについて、容貌にコンプレックスを感じたり、ジャニーズとして活動するにあたって難しさを覚えた時期もあったが、自身が活動することでジャニーズにもいろいろな人がいることを知ってほしい、自分のような人がジャニーズを目指すきっかけとなれたらと語る。
- 関西ジャニーズJr.として活動し始めてからも、家庭の事情でさらに働かなければならなかったときがあり、漬物屋や飲食店などアルバイトを3つ掛け持ちしていた。

特技・資格
- Aぇ! groupのバンド演奏では、サックスを担当している。中学校の吹奏楽部で始めたのがきっかけ。2022年時点で使用しているサックスは、関ジャニ∞の大倉忠義からもらったもの。
- 『ザ!鉄腕!DASH!!』の企画を機に、ガス溶接作業者の資格を取得した。

ダンス
- 得意なダンスのジャンルはスタイルヒップホップ、ロック。
- ジャニーズに入るまで歌・ダンス・芸能活動は全くの未経験だった。そのため当初はまったく踊れず、振付師に「何で入ったの？」と言われるほどだったという。レッスンに通い、自宅などで個人練習を重ねた結果、振付師に「ダンス良くなったね」と言われるまでに成長する。高校を卒業するころ、三浦大知やs**t kingzのパフォーマンス動画などに感銘を受け、「こんなダンスをできるようになりたい」という憧れを抱くようになる。現在では、ダンスの技術がジャニーズの同期や後輩などから幅広く評価されており、同ユニットで活動する末澤誠也は、「(草間の)『自分もここが欲しい』と思うところは？」という質問に対し、「グルーヴ。踊ってるときのリズム感、ノリ、音の取り方。全てですね。」と語る。

交友関係
- 尊敬する先輩は錦戸亮、屋良朝幸。芸能界での活動を続ける決心が固まったのは、屋良によってバックダンサーに選出されたことがきっかけだったと語っている。
- Aぇ! group結成の立役者でもある関ジャニ∞の横山裕とは、浜中文一や藤原丈一郎などと共に食事や銭湯に行ったりと、グループ結成以前から交友関係を持っていた。
- 藤原丈一郎、室龍太とともに漫才トリオを結成している。

嗜好
- 好きな食べ物は千枚漬け。長年嫌いな食べ物はハンバーガーだとしてきたが、のちにテレビ番組で実際は大好物であるにもかかわらず、嘘をついていたことを告白した。お酒は芋焼酎の水割りを好む。
- 秦基博のファン。NHKの歌番組で共演した際は、「ホンマに存在してる！」と感動したという。
- 好きな映画は『ステップ・アップ』で、ダンスをより好きになるきっかけになったと話す。
- カラオケの十八番は中西保志「最後の雨」。
- ラジオが好きで、新幹線での移動時には音楽かFM802を聴いているという。
- 1人でゆっくりと過ごす時間が好き。一人焼肉、一人カラオケ、一人山登り、47都道府県一人旅は経験済み。人と過ごした後は「自分を構築し直す時間」が欲しくなるという。そのため、観葉植物を育てたり、絵を描いたりといった、インドアな趣味が多い。
- Aぇ! group内では、絵やデザインのセンスを生かし、コンサートでのグッズ制作を担当している。
- 動物が好きで、メンバーの福本は「リチャくんは（動物と）ガチで話せる」と語る。実家には多数のペットがおり、今までに飼った猫は15匹にのぼる。またその半数近くは、草間自身が拾ってきた猫だという。

ファッション
- 配信やライブのときはカラーコンタクトを入れ、目尻に跳ね上げアイラインを引くというこだわりがある。
- 髪質は硬く、癖毛。関ジャニ∞大倉の勧めで髪を伸ばし始め、現在は髪を後頭部で束ねるロングヘアが定着している。

性格
- Aぇ! group内での自身の役割について、「僕がいたらAぇやなってわかるような「目印」」担当でありながら、「冷静に最後にカツを入れる役」でもあると語る。
- 同グループの末澤誠也は草間の性格について、「リチャは乙女っすね、乙女。初めての人には、めっちゃワイルドに見えると思うんですけど、メンバーで一番のかわいいもん好き」と明かした。

## 出演
ユニットでの出演はAぇ! group#出演を参照。個人での出演のみ記載。

### バラエティ番組
- ザ!鉄腕!DASH!! (2019年5月[13] - 、日本テレビ)　- DASH島[5][29]・0円食堂[30]・グリル厄介[31]への出演
- 映画のAぇ!とこナビ（2021年9月26日、サンテレビ） - 小島健とのダブルMC[32]
- ラヴィット!（2022年3月 - 、TBSテレビ） - 不定期出演

### テレビドラマ
- 年下彼氏 第8話（2020年5月3日、朝日放送テレビ） - 主演・太一 役[33]
- ジモトに帰れないワケあり男子の14の事情 第9話（2021年5月30日、朝日放送テレビ） - 主演・テル 役[34]
- PJ 〜航空救難団〜（2025年4月24日 - 6月19日、テレビ朝日） - 西谷ランディー 役[35]

### 映画
- おそ松さん 第2弾（2026年新春公開予定） - 主演・十四松 役（Aぇ! groupとして主演）[36]

### ラジオ番組
- 子ども応援!4時間ラジオ 〜休校明け つらいみんなへ〜（2020年6月14日、NHKラジオ第1） - 正門良規とメインパーソナリティ[37]
- 子ども応援!5時間ラジオ〜短い夏休み明け つらいみんなへ〜（2020年9月13日、NHKラジオ第1） - 正門良規とメインパーソナリティ[38]
- 特集オーディオドラマ「君を探す夏」（2020年12月26日、NHK-FM）[39]

### 舞台
- 少年たち 世界の夢が…戦争を知らない子供達（2015年8月2日 - 26日、松竹座）[40]
- 少年たち 南の島に雪は降る（2017年8月2日 - 27日、大阪松竹座）[41]
- 滝沢歌舞伎 2018（2018年6月4日 - 30日、御園座）[42]
- THE YOUNG LOVE DISCOTHEQUE Re-FEVER（2018年8月15日 - 16日、Zepp Nagoya / 9月1日 - 9日、品川プリンスホテルクラブeX / 9月15日・16日、大野城まどかぴあ大ホール / 9月19日・20日、Zepp Namba）[43]
- THE YOUNG LOVE DISCOTHEQUE 2019（2019年5月21日 - 6月2日、品川プリンスホテルクラブeX / 6月15日 - 16日、穂の国とよはし芸術劇場プラット / 6月22日・23日、大野城まどかぴあ大ホール / 6月29日・30日、Zepp Namba）[44]
- 青木さんちの奥さん（2020年1月22日 - 2月2日、東京グローブ座 / 2月13日 - 19日、サンケイホールブリーゼ）[45]
- EDGES -エッジズ- 2022（2022年4月27日 - 5月5日、よみうりホール / 5月8日・9日、COOL JAPAN PARK OSAKA TTホール）[19][46]
- ミュージカル「tick, tick...BOOM!」（2024年10月6日 - 31日、シアタークリエ / 11月3日・4日、東海市芸術劇場 / 11月7日 - 11日、COOL JAPAN PARK OSAKA WWホール） - マイケル 役[47][48]

### コンサート
- マイナビ サマステライブ2023 俺たちがミライだ!!（2023年8月24日、EX THEATER ROPPONGI） - PAISEN応援隊として出演[49][50]

### ミュージックビデオ
- KEN☆Tackey
  - 逆転ラバーズ (Dance Video) （2018年）[51]
  - 浮世艶姿桜 (Dance Video) （2018年）[51]

### 広告
- ライブパフォーマンスショー『STOMP ストンプ』（2025年8月 - 9月） - 末澤誠也とスペシャルサポーター[52]

## 作品

### 参加作品
- 屋良朝幸『THE YOUNG LOVE DISCOTHEQUE』（2024年1月10日）[53]